# Polygala bowkerae
Polygala bowkerae är en jungfrulinsväxtart som beskrevs av William Henry Harvey. Polygala bowkerae ingår i släktet jungfrulinssläktet, och familjen jungfrulinsväxter. Inga underarter finns listade i Catalogue of Life.